# Campiglossa scedelloides
Campiglossa scedelloides
 es una especie de insecto díptero que Valery Korneyev describió científicamente por primera vez en el año 1990.
Esta especie pertenece al género Campiglossa de la familia Tephritidae.